# Takatoshi Abe
Takatoshi Abe (japanisch 安部 孝駿; * 12. November 1991 in Okayama) ist ein japanischer Hürdenläufer, der sich auf die 400-Meter-Distanz spezialisiert.

## Sportliche Laufbahn
Erste internationale Erfahrungen sammelte Takatoshi Abe bei den Juniorenweltmeisterschaften 2010 in Moncton, bei denen er in 49,46 s die Silbermedaille hinter Jehue Gordon aus Trinidad und Tobago gewann. Zudem belegte er mit der japanischen 4-mal-400-Meter-Staffel in 3:07,94 min Rang fünf. Im Jahr darauf siegte er bei den Asienmeisterschaften in Kōbe in 49,64 s und gelangte anschließend bei der Sommer-Universiade in Shenzhen bis in das Halbfinale. Zudem gewann er dort mit der Staffel in 3:05,16 min die Silbermedaille hinter der Mannschaft aus Russland. Er qualifizierte sich auch für die Weltmeisterschaften in Daegu, bei denen er mit 51,90 s im Vorlauf ausschied. Auch zwei Jahre später qualifizierte er sich erneut für die Weltmeisterschaften in Moskau, bei denen er erneut mit 51,41 s in der ersten Runde ausschied.
2017 nahm er ein weiteres Mal an den Weltmeisterschaften in London teil, bei denen er diesmal das Halbfinale erreichte und dort mit 49,93 s ausschied. Im Jahr darauf nahm er erstmals an den Asienspiele in Jakarta teil und gewann dort in 49,12 s die Bronzemedaille hinter dem Katari Abderrahman Samba und Ayyasamy Dharun aus Indien. Zudem gewann er auch mit der Staffel in 3:01,94 min Bronze. Kurz darauf wurde er beim Leichtathletik-Continentalcup in Ostrava in 49,80 s Sechster. 2019 erreichte er bei den Asienmeisterschaften in Doha in 49,74 s den fünften Platz und qualifizierte sich damit für die Weltmeisterschaften ebendort Ende September, bei denen er mit 48,97 s im Halbfinale ausschied. 2020 siegte er in 49,31 s beim Seiko Golden Grand Prix und im Jahr darauf nahm er an den Olympischen Spielen in Tokio teil, schied dort aber mit 49,98 s im Vorlauf aus.
In den Jahren 2017, 2019 und 2020 wurde Abe japanischer Meister im 400-Meter-Hürdenlauf. Er absolvierte ein Studium an der Chūkyō-Universität.

## Persönliche Bestleistungen
- 400 m Hürden: 48,68 s, 3. Mai 2018 in Fukuroi